# 野津田岳人
野津田 岳人（のつだ がくと、1994年6月6日 - ）は、広島県広島市西区出身のプロサッカー選手。BGパトゥム・ユナイテッド所属。ポジションはミッドフィールダー（MF）。元日本代表。

## 来歴

### プロ入り前
幼稚園の頃から地元クラブのシーガル広島FCでプレーし、小学生年代6年生のときにはキャプテンを務めた。
2007年、サンフレッチェ広島ジュニアユースに入団する。2008年、JFAプレミアカップ決勝進出に貢献している。
2009年からユースに参加し、2010年正式にユースに昇格する。同年高1のときからレギュラーに抜擢され、2011年高校2年時にはチームの中心選手となり、高円宮杯3連覇（第21回高円宮杯・2011年高円宮杯プレミア・2012年高円宮杯プレミア）に貢献、自身もチャンピオンシップで2度MVP（2011年・2012年）を受賞した。FUJI XEROX SUPER CUP NEXT GENERATION MATCHでは2年連続でU-18Jリーグ選抜に選ばれている。吉田靖率いるU-19日本代表には初期から選ばれている。
2011年高2からトップチームに2種登録選手として登録され、2012年高3時も引き続き登録された。この年から就任した森保一監督に評価され、同年3月にJ1デビューを果たした。

### プロ入り後
2013年トップチームに昇格、背番号は前年シーズンに森脇良太が着用していた「24」。同期入団に朴亨鎮・浅野拓磨・金廷錫がいる。2016シーズンより背番号が「17」に変更。
2016年3月29日にオリンピック出場を目指すために出場機会を求め、アルビレックス新潟へ期限付き移籍する事が発表された。4月16日  ナビスコカップ第3節VS川崎フロンターレとの試合で新潟デビュー。
2017年、清水エスパルスに期限付き移籍で加入した が、8月7日にベガルタ仙台に期限付きで移籍することが発表された。9月10日、第25節のサガン鳥栖戦で移籍後初得点を決めた。12月28日、仙台から期限付き移籍期限延長が発表され、2018年も引き続き仙台でプレー。
2019年シーズンより広島に復帰。背番号は、2016年シーズンまで森崎浩司が着用し憧れのあった「7」にし、3-6-1のシャドーのポジションで開幕スタメンを果たす。
2021年、ヴァンフォーレ甲府に期限付き移籍。プロ入り後初めてとなるJ2クラブでのプレーとなった。シーズン序盤からスタメンに定着、リーグ全42試合のうち35試合でスタメン出場し2得点をマークした。
2022シーズンからサンフレッチェ広島に復帰。このシーズンからチームを率いたミヒャエル・スキッベ監督の評価が良く、ボランチやアンカーでスタメン定着した。5月28日、名古屋グランパス戦で自身の7年ぶりとなる広島でのゴールを決めた。このゴールはKONAMI月間最優秀ゴールとなった。このシーズンでは3得点を記録した。

### 日本代表
吉武博文率いるU-16日本代表候補にも選ばれていたが、最終的には落選し、2011 FIFA U-17ワールドカップ出場は叶わなかった。
U-21日本代表からは常連メンバーになって中島翔哉と矢島慎也らとともに2014年アジア競技大会では中盤のレギュラーとして活躍したもののその後のリオデジャネイロ五輪のメンバーに入ることは叶わずバックアップメンバーにとどまった。
A代表には長年縁がなかったが、EAFF E-1サッカー選手権2022に出場する国内組（Jリーグ）のみで構成される日本代表に初めて選出された。7月24日、第2戦の中国戦で先発フル出場し、A代表初出場。

## 所属クラブ
- シーガル広島
- サンフレッチェ広島ジュニアユース
- サンフレッチェ広島ユース
  - 2011年 - 2012年 サンフレッチェ広島（2種登録）
- 2013年 - 2024年  サンフレッチェ広島
  - 2014年 - 2015年  Jリーグ・アンダー22選抜
  - 2016年3月 - 同年12月  アルビレックス新潟（期限付き移籍）
  - 2017年 - 同年8月  清水エスパルス（期限付き移籍）
  - 2017年8月 - 2018年  ベガルタ仙台（期限付き移籍）
  - 2021年  ヴァンフォーレ甲府（期限付き移籍）
- 2024年 -  BGパトゥム・ユナイテッドFC

## 個人成績
| 国内大会個人成績 | 国内大会個人成績 | 国内大会個人成績 | 国内大会個人成績 | 国内大会個人成績         | 国内大会個人成績 | 国内大会個人成績 | 国内大会個人成績 | 国内大会個人成績 | 国内大会個人成績 | 国内大会個人成績 | 国内大会個人成績 |
| 年度             | クラブ           | 背番号           | リーグ           | リーグ戦                 | リーグ戦         | リーグ杯         | リーグ杯         | オープン杯       | オープン杯       | 期間通算         | 期間通算         |
| 年度             | クラブ           | 背番号           | リーグ           | 出場                     | 得点             | 出場             | 得点             | 出場             | 得点             | 出場             | 得点             |
| 日本             | 日本             | 日本             | 日本             | リーグ戦                 | リーグ戦         | リーグ杯         | リーグ杯         | 天皇杯           | 天皇杯           | 期間通算         | 期間通算         |
| ---------------- | ---------------- | ---------------- | ---------------- | ------------------------ | ---------------- | ---------------- | ---------------- | ---------------- | ---------------- | ---------------- | ---------------- |
| 2012             | 広島             | 29               | J1               | 5                        | 0                | 2                | 0                | 0                | 0                | 7                | 0                |
| 2013             | 広島             | 24               | J1               | 20                       | 4                | 1                | 0                | 3                | 0                | 24               | 4                |
| 2014             | 広島             | 24               | J1               | 18                       | 2                | 2                | 1                | 2                | 2                | 22               | 5                |
| 2015             | 広島             | 24               | J1               | 19                       | 4                | 5                | 2                | 3                | 2                | 27               | 8                |
| 2016             | 広島             | 17               | J1               | 0                        | 0                | -                | -                | -                | -                | 0                | 0                |
| 2016             | 新潟             | 37               | J1               | 18                       | 2                | 1                | 0                | 1                | 0                | 20               | 2                |
| 2017             | 清水             | 14               | J1               | 11                       | 0                | 4                | 0                | 0                | 0                | 15               | 0                |
| 2017             | 仙台             | 16               | J1               | 12                       | 3                | -                | -                | -                | -                | 12               | 3                |
| 2018             | 仙台             | 16               | J1               | 23                       | 2                | 5                | 0                | 4                | 1                | 32               | 3                |
| 2019             | 広島             | 7                | J1               | 17                       | 0                | 1                | 0                | 2                | 0                | 20               | 0                |
| 2020             | 広島             | 7                | J1               | 8                        | 0                | 1                | 0                | -                | -                | 9                | 0                |
| 2021             | 甲府             | 16               | J2               | 41                       | 2                | -                | -                | 1                | 0                | 42               | 2                |
| 2022             | 広島             | 7                | J1               | 28                       | 3                | 9                | 1                | 6                | 0                | 43               | 4                |
| 2023             | 広島             | 7                | J1               | 27                       | 0                | 3                | 0                | 1                | 0                | 31               | 0                |
| 2024             | 広島             | 7                | J1               | 4                        | 0                | 2                | 0                | 1                | 0                | 7                | 0                |
| タイ             | タイ             | タイ             | タイ             | リーグ戦                 | リーグ戦         | リーグ杯         | リーグ杯         | FA杯             | FA杯             | 期間通算         | 期間通算         |
| 2024-25          | パトゥム・U      | 17               | T1               |                          |                  |                  |                  |                  |                  |                  |                  |
| 通算             | 日本             | 日本             | J1               | 210                      | 20               | 36               | 4                | 23               | 5                | 269              | 29               |
| 通算             | 日本             | 日本             | J2               | 41                       | 2                | -                | -                | 1                | 0                | 42               | 2                |
| 通算             | タイ             | タイ             | T1               | \|\|\|\|\|\|\|\|\|\|\|\| |                  |                  |                  |                  |                  |                  |                  |
| 総通算           | 総通算           | 総通算           | 総通算           | 251                      | 22               | 36               | 4                | 24               | 5                | 311              | 31               |

その他の公式戦
| 2014   | J-22   | -      | J3     | 2 | 1 | 2 | 1 |
| 2015   | J-22   | -      | J3     | 2 | 0 | 2 | 0 |
| 通算   | 日本   | 日本   | J3     | 4 | 1 | 4 | 1 |
| 総通算 | 総通算 | 総通算 | 総通算 | 4 | 1 | 4 | 1 |

- 2014年
  - XEROX SUPER CUP 1試合1得点

| 国際大会個人成績 | 国際大会個人成績 | 国際大会個人成績 | 国際大会個人成績 | 国際大会個人成績 | FIFA      | FIFA      |
| 年度             | クラブ           | 背番号           | 出場             | 得点             | 出場      | 得点      |
| AFC              | AFC              | AFC              | ACL              | ACL              | クラブW杯 | クラブW杯 |
| ---------------- | ---------------- | ---------------- | ---------------- | ---------------- | --------- | --------- |
| 2012             | 広島             | 29               | -                | -                | 0         | 0         |
| 2013             | 広島             | 24               | 5                | 0                | -         | -         |
| 2014             | 広島             | 24               | 8                | 1                | -         | -         |
| 2015             | 広島             | 24               | -                | -                | 1         | 0         |
| 2016             | 広島             | 17               | 3                | 0                | -         | -         |
| 2019             | 広島             | 7                | 6                | 0                | -         | -         |
| 通算             | AFC              | AFC              | 22               | 1                | 1         | 0         |

その他の国際公式戦
- 2019年
  - AFCチャンピオンズリーグ・プレーオフ 1試合0得点

## 略歴
- Jリーグ初出場 : 2012年3月17日J1第2戦対清水エスパルス戦（アウスタ）
  - 73分、大﨑淳矢と途中交代出場
- Jリーグ初得点 : 2013年5月19日J1第12戦対ヴァンフォーレ甲府戦（Eスタ）
  - 85分、佐藤寿人と途中交代出場、86分ゴール

## タイトル

### クラブ
サンフレッチェ広島ユース
- 高円宮杯 JFA U-18サッカープレミアリーグ WEST（2011年、2012年）
- 高円宮杯 JFA U-18サッカープレミアリーグ チャンピオンシップ（2011年、2012年）

サンフレッチェ広島
- Jリーグ ディビジョン1：3回（2012年、2013年、2015年）
- ゼロックススーパーカップ：2回（2013年、2014年）
- Jリーグカップ（2022年）

### 代表
- EAFF E-1サッカー選手権: 1回 (2022)

### 個人
- 高円宮杯U-18サッカーリーグ チャンピオンシップ・MVP（2011年、2012年）
- Jリーグ・優秀選手賞（2022年）

## 代表歴
- U-15日本代表
- U-16日本代表
- U-17日本代表
- U-18日本代表
  - AFC U-19選手権2012 (予選)
- U-19日本代表
  - AFC U-22アジアカップ2013 (予選)
  - AFC U-19選手権2012
- U-20日本代表
  - 2013年東アジア競技大会
- U-21日本代表
  - アジア競技大会
- U-22日本代表
  - AFC U-23選手権2016 (予選)
- U-23日本代表
  - AFC U-23選手権2016
  - キリンチャレンジカップ
  - トゥーロン国際大会2016
  - リオデジャネイロオリンピック（バックアップメンバー）
- 日本代表
  - EAFF E-1サッカー選手権2022

### 試合数
- 国際Aマッチ 1試合 0得点（2022年 - ）

| 日本代表 | 国際Aマッチ | 国際Aマッチ |
| 年       | 出場        | 得点        |
| -------- | ----------- | ----------- |
| 2022     | 1           | 0           |
| 通算     | 1           | 0           |

### 出場
| No. | 開催日        | 開催都市 | スタジアム     | 対戦国 | 結果 | 大会                       |
| --- | ------------- | -------- | -------------- | ------ | ---- | -------------------------- |
| 1.  | 2022年7月24日 | 豊田     | 豊田スタジアム | 中国   | △0-0 | EAFF E-1サッカー選手権2022 |

## 主な出演

### CM
- 明治安田生命（2016年）[14]

## 参考資料
- “野津田岳人選手（サンフレッチェ広島ユース）の新加入内定のお知らせ”.   J's GOAL (2012年10月9日). 2012年10月12日閲覧。